# Rosario Poidimani

Bandera de la Casa Reial de Portugal

Rosario Poidimani (Siracusa, 25 d'agost 1941) és pretendent als títols de príncep reial de Portugal, duc de Bragança i pretendent al tron de Portugal. És fill adoptat de Maria Pia de Saxònia-Coburg Gotha i Bragança, que al·legava ser filla del rei D. Carlos I de Portugal.
El seu dret a aquests títols ha estat discutit, ja que la Constitució portuguesa del 1826 només atorga drets successoris als descendents legítims dels reis de Portugal.

## Orígens familiars
Rosario Poidimani nasqué a Siracusa, una ciutat de l'illa de Sicília, el 25 d'agost de 1941. Va ser cooptat per Maria Pia de Saxònia-Coburg Gotha i Bragança, que reclamava el tron de Portugal al·legant que era filla del rei Carles I de Portugal i renéta del rei Lluís I de Portugal i de la princesa de Sardenya i reina de Portugal Maria Pia de Savoia.

## Descendents
- Soraya Lúcia Sayda Tecla Poidimani (Sicília, 16 de juny 1965-), pretendent als títols de princesa de Beira i comtessa de Neiva;
- Simone Joska Poidimani (Vicenza, 25 de gener 1982-), pretendent als títols de príncep de Portugal i duc d'Évora. És fill de Isabella Baradel Poidimani (Arzene, 1957 - 1995).
- Krystal Isabel Poidimani (Vicenza, 7 de setembre 2003-), pretendent al títol de comtessa de Arraiolos. És filla de Kristina Stranakova (Nitra, 1980).